# جورج الكسندر (سياسي كندي)
جورج الكسندر (بالإنجليزية: George Alexander)‏ هو سياسي كندي، ولد في 21 مايو 1814 في Banffshire ‏ في المملكة المتحدة، وتوفي في 13 أكتوبر 1903. نشط حزبياً في حزب كندا المحافظ. وقد انتخب عضو مجلس الشيوخ الكندي.